# Vrisko to logo na zo
Vrisko To Logo Na Zo è il quarto album di studio della cantante pop greca Helena Paparizou, pubblicato nel 2008. L'album ha venduto circa 30 000 copie in Grecia ed è stato certificato disco di platino.

## Tracce
1. "I Kardia Sou Petra" (Η Καρδιά Σου Πέτρα) 4:30
2. "Kita Brosta" (Κοίτα Μπροστά) 3:42
3. "Porta Gia Ton Ourano" (Πόρτα Για Τον Ουρανό) 2:57
4. "Pios" (Ποιός) 4:04
5. "Agapi San Listia" (Αγάπη Σαν Ληστεία) 4:16
6. "Mathe Prota N'Agapas" (Μάθε Πρώτα Ν'αγαπάς) 4:15
7. "Eisai I Foni" (Είσαι η φωνή) 3:21
8. "Pirotehnimata" (Πυροτεχνήματα) 4:13
9. "Den Tha' Me Do" (Δεν Θα 'Μαι 'Δω) 3:50
10. "Papeles Mojados" 3:50
11. "To'Heis I De To'Heis" (Το 'Χεις ή Δε Το 'Χεις) 3:28
12. "Mi Mou Milas Gi' Adio" (Μη Μου Μιλάς Γι'Αντίο) 3:35
13. "To Fili Tis Zois" (Το Φιλή της Ζωής) 3:38

## Classifiche
| Classifica (2008) | Posizione massima |
| ----------------- | ----------------- |
| Cipro             | 2                 |
| Grecia            | 1                 |